# Принслу, Бехати
Беати Принслу (англ. Behati Prinsloo; род. 16 мая 1988 года, Хрутфонтейн, Намибия) — намибийская модель.

## Биография
Принслу выросла в Намибии в Африке. Отец девочки, Бут Принслу, служит миссионером и читает проповеди в местной церкви. Мама, которую зовут Магда, в то время содержала небольшой отель, где люди могли получить дешевые ночлег и завтрак. 
В школе изучала африкаанс и английский язык. Главным её увлечением в подростковом возрасте был спорт. Она занималась художественной гимнастикой, легкой атлетикой и гольфом.

### Начало карьеры
Стала моделью в 15 лет. Она была замечена в Кейптауне, ЮАР, скаутом Сарой Дуглас.
В 2005 году приняла участие в показах для «Prada», «Chanel» и «Miu Miu». Она стала лицом обложки журналов «Vogue», «Marie Claire», «Elle». В 2009 году вошла в список самых сексуальных моделей по версии сайта «models.com».
Работала на показах Louis Vuitton, Chanel, Dior, Versace, D&G, Lacoste, Just Cavalli, Zac Posen, Burberry, Carolina Herrera, Vera Wang, Max Mara, DKNY, Y-3, Stella McCartney, Marc Jacobs, Michael Kors, Moschino, Givenchy. С 2007 года Бехати ежегодно участвует в Victoria’s Secret Fashion Show, а с 2009 года является одним из «ангелов» Victoria's Secret. В том же году она вошла в список самых сексуальных моделей по версии models.com.
В 2012 году стала лицом торговой марки Seafolly, выпускающей купальники.

## Личная жизнь
С 19 июля 2014 года Бехати замужем за музыкантом Адамом Левином, с которым она встречалась 2 года до их свадьбы. 21 сентября 2016 года у них родилась дочь Дасти Роуз Левин. 15 февраля 2018 года у супругов родилась вторая дочь - Джио Грейс Левин. 30 января 2023 года родила сына.